# 1503 az irodalomban
Az 1503. év az irodalomban.

## Új művek
- William Dunbar skót költő: The Thrissil and the Rois (The Thistle and the Rose, A bogáncs és a rózsa); IV. Jakab skót király és Tudor Margit házasságkötésére írt allegorikus költemény.

## Születések
- március 22. – Antonio Francesco Grazzini itáliai (firenzei) költő, író, drámaíró († 1584)
- 1503 – Robert Estienne klasszikus műveket kiadó francia nyomdász († 1559)
- 1503 – Thomas Wyatt angol költő, az angol reneszánsz képviselője, az első angol szonettek szerzője († 1542)